# Reinhart Fuchs

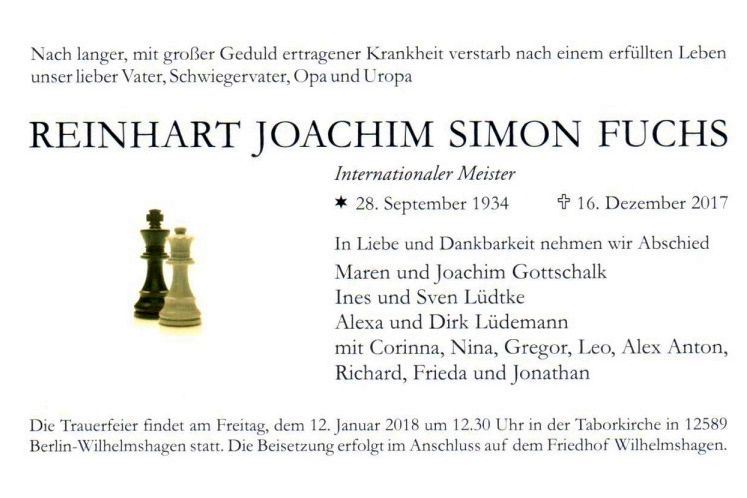
Fuchs: nota de su muerte

Reinhart Fuchs (Berlín, 28 de septiembre de 1934 – Berlín, 16 de diciembre de 2017) fue un ajedrecista alemán, Maestro Internacional desde 1962.
En el equipo nacional de la República Democrática Alemana participó en seis Olimpiadas de ajedrez (1956–1966) y en el Campeonato Europeo de 1970 en Kapfenberg.